# Joan Courtenay
Joan Courtenay (* 1411; † 1465) war eine englische Adlige.
Joan Courtenay war die einzige Tochter von Sir Hugh Courtenay († 1426) und dessen zweiten Frau Philippa l'Arcedekne. Ihr Vater war ein Enkel von Hugh de Courtenay, 2. Earl of Devon. Nach dem Tod ihres Vaters wurde sie mit Nicholas Carew, dem ältesten Sohn und Erben von Sir Thomas Carew verheiratet. Neben Haccombe, dem Besitz ihrer Mutter erbte sie von ihrer Tante Margery Arundell, einer Schwester ihrer Mutter, zahlreiche weitere Güter in Südwestengland. Mit ihrem Mann hatte sie mindestens fünf Söhne und drei Töchter, darunter: 
- Thomas Carew (* vor 1427; † Oktober 1461)
- Sir Nicholas Carew († 13. September 1469)
- Hugh Carew († 1470)
- Alexander Carew († 1492)
- Sir William Carew († 1501)

Nach dem Tod ihres ersten Mannes vor 1449 heiratete sie 1450 in zweiter Ehe Robert de Vere, einen jüngeren Sohn von Richard de Vere, 11. Earl of Oxford und von Alice Sergeaux. Mit ihm hatte sie mindestens einen Sohn:
- John de Vere

Ihr ältester Sohn Thomas Carew erbte die Besitzungen ihres Mannes. Joan verteilte ihr eigenes Erbe unter ihren vier jüngeren Söhnen aus ihrer ersten Ehe, die mehrere Linien der Familie Carew begründeten. Ihr Enkel John de Vere, ein Sohn ihres Sohns John aus ihrer zweiten Ehe, erbte 1526 den Titel Earl of Oxford.